# Kabral Blay-Amihere
Kabral Blay-Amihere (* 1953 in Ekwe, Western Region, Ghana) ist ein ghanaischer Journalist und Diplomat im Ruhestand.

## Ausbildung
Blay-Amihere studierte Geschichte und Soziologie und absolvierte einen Aufbaustudiengang Journalismus und Kommunikationswissenschaft an der Universität von Ghana. Im Juli 1987 durchlief er eine Fortbildung am Lehrstuhl für Vergleichende Politik an der London School of Economics and Political Science.

## Werdegang
1981 war er Direktor des Ghana Institute of Journalism, der ersten Journalistenschule in Westafrika. Er wurde bei mehreren Zeitungen beschäftigt. 1989 reformierte die ghanaische Regierung das Pressegesetz, die Zulassungspflicht für Zeitungen wurde aufgehoben, Kabral Blay-Amihere gründete in Accra die Tageszeitung The Independent. Er war Präsident der Ghana Journalists Association und später des Journalistenverbandes von Westafrika. Er wurde Mitglied des Vorstandes des Verbandes der Commonwealth-Journalisten und der International Federation of Journalists. Er war Gründungsmitglied des International Consortium of Investigative Journalists mit Sitz in Washington und Mitglied des International Freedom of Expression Exchange mit Sitz in Ottawa. 1981 wurde er zum ghanaischen Journalisten des Jahres gewählt. Die National Association of Black Journalists verlieh ihm einen nach Percy Qoboza benannten Preis für seinen Beitrag zum Kampf für Pressefreiheit und Demokratie. Von Oktober 2001 bis 2005 war er Hochkommissar in Freetown (Sierra Leone). Von 2006 bis 2009 war er Botschafter in Abidjan (Elfenbeinküste).